# Jacinto Alves
Jacinto Alves (* 21. Dezember 1957 in Manatuto, Portugiesisch-Timor) ist ein osttimoresischer Unabhängigkeitsaktivist und Freiheitskämpfer. Er ist der Ehemann von Maria Domingas Alves.
Alves war am Anfang im Kampf gegen die indonesischen Besatzer Kämpfer in der Brigada de Choque und von 1977 bis 1978 Mitarbeiter im Generalstab der Forças Armadas de Libertação Nacional de Timor-Leste (FALINTIL). 1978 brach der Großteil des Widerstands zusammen. Alves wurde Zivilist.
Als eines der Kinder von Jacinto und Maria Alves aufgrund einer medizinischen Fehlbehandlung durch die indonesische Behandlung starb, der hunderte andere Kinder ebenfalls zum Opfer fielen, informierte das Ehepaar internationale Organisationen über die Vorkommnisse. Jacinto Alves wurde verhaftet, während Domingas weiter gegen die indonesische Besatzung arbeitete und vor allem gegen den Missbrauch, unter dem viele Frauen litten.
Wieder frei wurde Alves Mitglied des Exekutivkomitees in Osttimor des Conselho Nacional de Resistência Maubere (CNRM). Nach dem Santa-Cruz-Massaker am 12. November 1991 wurde Alves von indonesischen Sicherheitskräften als einer der führenden Köpfe der Unabhängigkeitsbewegung erneut festgenommen und zu einer langjährigen Gefängnisstrafe verurteilt. Am 10. Juni 1992 wurde Alves, ohne dass seine Familie informioert wurde, vom Gefängnis in Dili in das Gefängnis von Semarang auf Java verlegt.
Als Koordinator der Vereinigung der ehemaligen politischen Gefangenen (Asosiação dos Ex-Prizioneiros Políticos no Klibur Solidariedade Timor-Leste) war Alves ab 2002 Mitglied der Empfangs-, Wahrheits- und Versöhnungskommission von Osttimor (CAVR).
Am 12. Mai 2005 wurde Alves zum Mitglied des nationalen Sicherheitsrates vereidigt. Er ist Mitglied des Komite 12 de Novembru.